# بونسوكور (كيبك)
بونسوكور (بالإنجليزية: Bonsecours, Quebec)‏ هي بلدية محلية في كيبيك تقع في كندا في Le Val-Saint-François Regional County Municipality. يقدر عدد سكانها بـ 577 نسمة ومساحتها 61.20 كم2 .